# Peperomia procumbens
Peperomia procumbens är en pepparväxtart som beskrevs av C. Dc.. Peperomia procumbens ingår i släktet peperomior, och familjen pepparväxter. Inga underarter finns listade i Catalogue of Life.